# Landgraviat de Hesse-Cassel
1567-–1803
Entités précédentes :
- Landgraviat de Hesse

Entités suivantes :
- Électorat de Hesse

Le landgraviat de Hesse-Cassel (en allemand : Landgrafschaft Hessen-Kassel) était un État du Saint-Empire romain germanique.

## Divisions administratives
Sa capitale était Cassel et il était borné : 
- au nord par la principauté de Minden et le Hanovre ;
- à l'est par le gouvernement prussien d'Erfurt, le grand-duché de Saxe-Weimar ;
- au sud-est par la Bavière ;
- au sud-ouest par le grand-duché de Hesse-Darmstadt ;
- à l'ouest par la principauté de Waldeck.

Cet État était divisé en quatre provinces : 
- la Haute-Hesse, chef-lieu Cassel ;
- la Basse-Hesse, chef-lieu Marbourg ;
- le grand-duché de Fulde, chef-lieu Fulde ;
- la principauté de Hanau, chef-lieu Hanau.

La Fulda, la Werra, le Mein, la Lahn et le Diemel sont les principales rivières qui l'arrosaient.

## Histoire
Henri Ier, dit l'Enfant, premier landgrave de Hesse (1263), était le fils du duc Henri II de Brabant et de Sophie de Thuringe, fille du bienheureux Louis IV de Thuringe et de sainte Élisabeth de Hongrie.
Il fut déclaré prince d'Empire par l'empereur Adolphe de Nassau en 1292, et établit sa résidence à Cassel. Ses descendants régnèrent d'abord sur tout le landgraviat de Hesse jusqu'à Philippe le Magnanime, qui, en mourant en 1567, partagea ses domaines entre ses quatre fils : l'aîné, Guillaume IV de Hesse, dit le Sage, eut Cassel et la moitié de tout l'héritage : c'est lui qui fut le fondateur de la maison de Hesse-Cassel. Il accrut ses domaines et mourut en 1592.
Le landgraviat de Hesse-Kassel s'étendit en 1604, lorsque le landgrave Maurice hérita d'une partie du landgraviat de Hesse-Marbourg de son oncle Louis IV qui n'avait pas eu d'enfants et qui partagea son territoire entre ses deux neveux, à la condition que les deux parties du territoire restent luthériennes. La Hesse-Cassel héritait de Marbourg, tandis que la Hesse-Darmstadt héritait de Giessen, Nidda et Eppstein. Maurice y introduisit toutefois le calvinisme. Après un long conflit armé, Maurice fut forcé par son fils Guillaume V d'abdiquer en 1627 et dut laisser Marbourg au landgraviat de Hesse-Darmstadt.
La Hesse-Cassel s'unit à la France et à la Suède pendant la guerre de Trente Ans et fut l'allié allemand le plus loyal de la Suède. Le landgrave Guillaume V mourut en 1637 et laissa un fils mineur sous la tutelle de sa veuve, Amélie-Élisabeth de Hanau-Münzenberg qui gouverna avec sagesse, et acquit l'abbaye impériale de Hersfeld et une partie du comté de Schauenburg. La Hesse-Cassel maintint une armée pendant toute la guerre, gardant de nombreuses forteresses alors même que le territoire était occupé par les troupes impériales.
La guerre de Hesse, un sous-conflit de la Guerre de Trente Ans, éclata en 1645 et dura jusqu'en 1648. Les landgraviats de Hesse-Cassel et de Hesse-Darmstadt s'affrontèrent pour le contrôle de la Hesse-Marbourg. Ce conflit conduisit à la mort d'environ deux-tiers de la population de la Hesse, l'un des bilans les plus lourds d'une région allemande dans l'Histoire. À la fin du conflit, les belligérants se partagèrent la Hesse-Marbourg comme l'avait souhaité Louis IV quarante-quatre ans plus tôt : Marbourg pour la Hesse-Cassel, Gießen, Nidda et Eppstein pour la Hesse-Darmstadt.
Un de ses descendants, Frédéric Ier de Hesse-Cassel, épousa Ulrique-Éléonore de Suède, sœur et héritière de Charles XII, et occupa le trône de Suède (1720-1751).